# Matelea gracilis
Matelea gracilis là một loài thực vật có hoa trong họ La bố ma. Loài này được (Decne.) W.D. Stevens mô tả khoa học đầu tiên năm 1983.